# 嘉義市政府都市發展處
嘉義市政府都市發展處（簡稱都市發展處或都發處），2014年成立，是嘉義市政府的直屬機關。主要業務有辦理全市都市規劃、土地使用分區管制；辦理都市計畫變更及審議；辦理都市計畫委員會相關事宜；訂定相關都市計畫法令、須知；嘉義市各主要計畫內容概述；建築許可、施工管理、營造業登記管理；國民住宅管理業務；違章建築業務和招牌廣告、樹立廣告業務等。

## 組織架構
嘉義市政府都市發展處是嘉義市政府的直屬機關，處長及副處長之下共分有4科，2018年組織自治條例修正後，改分為都市計畫、都市更新及建築管理3科。
- 處長
  - 副處長
    - 都市計畫科
    - 都市更新科
    - 建築管理科

### 所屬部門
| - 國土計畫業務 1. 國土計畫功能分區事項 2. 國土計畫行政業務 - 都市設計審查 1. 都市設計案件受理及審議 2. 都市設計規範擬定及公告 - 都市計畫業務 1. 都市計畫擬定、變更、檢討及審查 2. 都市計畫土地各種使用分區管制訂定與公告 3. 都市計畫使用分區證明事項 4. 土地有無妨礙都市計畫證明事項 5. 都市計畫各種土地審查及許可事項 - 都市計畫樁位管理 1. 都市計畫樁位測定、管理及公告 2. 建築現指示及相關事項 - 都市計畫圖資管理 1. 數值地形圖之申請與審核 2. 數值地形圖修測、維護及更新事項 3. 都市計畫資訊系統管理維護 - 都市更新 1. 都市更新委員會業務 2. 都市更新法規之釋疑與轉頒事項 3. 都市更新計畫擬定及受理辦理業務 4. 都市更新計畫案退回與修正事項 5. 都市更新自治法規之訂定、修訂及公告 6. 基金專戶年度預算編列、管理及運用 - 城市風貌(都市之心) 1. 城鄉風貌先期計畫作業之規劃 2. 城鄉風貌計畫之初審與陳報申請補助 3. 城鄉風貌計畫之執行進度追蹤 4. 城鄉風貌計畫執行績效之考核獎懲 5. 環境景觀總顧問計畫。 - 都市危險及老舊建築物加速重建 1. 受理申請都市危險及老舊建築物加速重建案件及退回修正事項 (不含耐震評估)。 2. 都市危險及老舊建築物案件法規之釋疑、擬定、修訂事項(不含耐震評估)。 3. 都市危險及老舊建築物加速重建之進度追蹤及考核。 - 鐵高都市縫合及民眾參與 1. 鐵路高架化都市縫合案之規劃 2. 嘉義之心城市願景館展覽 | - 建築執照許可 1. 建造執照及變更設計 2. 使用執照及變更使用 3. 雜項執照 4. 拆除執照 5. 公共設施保留地臨時建築 6. 興闢公共設施拆除建築物剩餘建築基地內改建或增建 7. 舊有合法房屋補發使用執照 8. 變更起造人、監造人、承造人 9. 建築執照遺失補發 10. 建築基地面臨現有巷道之建築線指定 - 建築施工管理 1. 建築開工報告 2. 建築開工、竣工展期 3. 建築施工安全設施圖說 4. 建築施工中抽查 5. 建築工程使用道路許可 6. 建築損鄰之通知改善 - 營造業登記管理 1. 營造業設立登記 2. 營造業各項變更登記管理業務 - 其他 1. 建築師開業登記 2. 公有畸零地合併使用證明 3. 畸零地合併使用調處 4. 建築爭議事件調處 5. 營建工程剩餘土石方管制及資源堆置場設置管理 6. 建築基地法定空地證明 7. 建築物屋頂設置太陽光電設施免請領雜項執照備查 8. 建築執照綜合開放空間預審 9. 建築執照地質敏感區預審 |

## 外部連結
- 嘉義市政府都市發展處（页面存档备份，存于）（中文）（英文）